# Broni
Broni es una localidad y comune italiana de la provincia de Pavía, región de Lombardía, con 9.666 habitantes.
Broni limita con los siguientes municipios: Albaredo Arnaboldi, Barbianello, Campospinoso, Canneto Pavese, Cigognola, Pietra de' Giorgi, Redavalle, San Cipriano Po y Stradella.

## Evolución demográfica
| Gráfica de evolución demográfica de Broni entre 1861 y 2001 |
|                                                             |
| Fuente ISTAT - elaboración gráfica de Wikipedia             |